# Mazinho
Mazinho, właśc, Iomar do Nascimento (ur. 8 kwietnia 1966 w Santa Rita) – brazylijski piłkarz grający na pozycji ofensywnego pomocnika. Z reprezentacją Brazylii, w której barwach rozegrał 35 meczów, zdobył w 1994 roku mistrzostwo świata. Przez wiele lat grał w klubach hiszpańskich, ale największe sukcesy odnosił z zespołami z ojczyzny. Łącznie trzykrotnie wygrywał z nimi krajowe rozgrywki ligowe. W 1994 roku, zaraz po wygranym Mundialu, pożegnał się z reprezentacją, a siedem lat później zakończył piłkarską karierę. Jego synami są występujący w Liverpoolu Thiago Alcántara i Rafael Alcântara grający w Al-Arabi SC.

## Sukcesy piłkarskie
- mistrzostwo Brazylii 1989 i mistrzostwo stanu Rio de Janeiro 1987 i 1988 z Vasco da Gama
- mistrzostwo Brazylii 1993 i 1994 oraz mistrzostwo stanu São Paulo 1993 i 1994 z Palmeiras
- Puchar Hiszpanii 1995 z Valencią

W reprezentacji Brazylii od 1989 do 1994 roku rozegrał 35 meczów i nie strzelił żadnego gola – mistrzostwo świata 1994 oraz start w Mundialu 1990 (1/8 finału).